# Falsus in uno, falsus in omnibus
Falsus in uno, falsus in omnibus est un adage latin signifiant « faux pour une chose, faux pour le tout ».
Cet adage est connu dans la common law à partir du 17e siècle et implique qu'un témoin qui témoigne faussement sur un point précis rend irrecevable l'intégralité de son témoignage.